# ويلفريد كابلان
ويلفريد كابلان (بالإنجليزية: Wilfred Kaplan) هو رياضياتي أمريكي، ولد في 28 نوفمبر 1915 في بوسطن في الولايات المتحدة، وتوفي في 26 ديسمبر 2007 في آن آربر في الولايات المتحدة.